# 秦金生
秦金生（1947年4月28日—2017年1月8日），台灣政治人物，祖籍河南，出生於南京，曾任親民黨秘書長。

## 家庭
與妻子結婚後，育有2女，長女為秦詩雁、次女為秦詩雯。

## 簡歷
秦金生1971年畢業於國立臺灣海洋大學漁業系，曾榮獲全國優秀大專學生榮譽。後取得國立台灣師範大學教育碩士。自1979年起，歷任中國青年救國團澎湖縣、台中市及台北市團務指導總幹事。1986年起歷任中國國民黨南投縣、新竹市及臺北縣黨部主委。故此，在2001年中華民國地方公職人員選舉前，中國國民黨的立法委員吳清池（後轉投親民黨）及板橋市市長林鴻池曾分別勸進秦金生參選台北縣長。
1993年，秦金生隨中國國民黨秘書長宋楚瑜加入臺灣省政府，歷任臺灣省政府副秘書長、臺灣省政府委員、臺灣省政府訓練團教育長、臺灣省政府公務人力培訓處處長及臺灣省政府發言人、省民服務中心副召集人等。宋楚瑜自2000年成立親民黨起，秦金生即擔任副秘書長。2005年，親民黨秘書長蔡鐘雄請辭，秦金生隨即接任。
此外秦金生曾任第一銀行投資顧問公司董事長、中華民國東南八省同鄉會榮譽總會長、中華民國公共事務協會常務理事；現亦兼任中華民國健美協會榮譽理事長、中華民國各省市同鄉總會榮譽總會長、台北市生物技術服務公會首席顧問等。
小故事：台灣工業起飛時期秦金生極力推動公筷母匙。
2017年1月8日上午起床後外出爬山，突然身體不適，因心肌梗塞而逝世。